# Vườn quốc gia rừng Bayern
Vườn quốc gia rừng Bayern là một vườn quốc gia ở phía đông bang Bayern, Đức, có biên giới với Cộng hòa Séc về phía nam. Vườn quốc gia này được lập ngày 7 tháng 10 năm 1970, là vườn quốc gia đầu tiên ở Đức. Kể từ khi mở rộng vào ngày 1 tháng 8 năm 1997, vườn quốc gia này có diện tích là 24.250 ha. Cùng với rừng Bohemia của Cộng hòa Séc mà tiếp giáp liền ngay bên kia biên giới rừng Bavarian tạo thành một khu rừng có đất lớn nhất ở Trung Âu.
Vườn quốc gia này bảo vệ rừng hỗn hợp của cây thông, cây sồi và cây Vân sam và Aufichtenwälder trong các thung lũng.
Những đỉnh núi đáng kể tới ở vùng quốc gia này là Großer Falkenstein (1315 m),Lusen (1373 m) và Großer Rachel (1453 m).
Với trên 700.000 du khách vườn quốc gia này là một yếu tố kinh tế quan trọng tại một vùng mà cơ sở hạ tầng thưa thớt như vùng rừng Bayern.